# Бастау (Западно-Казахстанская область)
Бастау (каз. Бастау, до 2010 г. — Вавилино) — село в Таскалинском районе Западно-Казахстанской области Казахстана. Входит в состав Достыкского сельского округа. Код КАТО — 276037200.
Село расположено в верховьях реки Деркул.

## Население
В 1999 году население села составляло 156 человек (75 мужчин и 81 женщина). По данным переписи 2009 года, в селе проживало 128 человек (65 мужчин и 63 женщины).